# Cyców-Kolonia Druga
Cyców-Kolonia Druga – kolonia w Polsce położona w województwie lubelskim, w powiecie łęczyńskim, w gminie Cyców. Przez miejscowość przebiega droga wojewódzka nr 841. 
W latach 1975–1998 miejscowość administracyjnie należała do województwa chełmskiego.
Kolonia stanowi sołectwo Cyców. Według Narodowego Spisu Powszechnego z roku 2011 liczyła 213 mieszkańców.